# Horst Großmann
Horst Großmann, nemški general, * 19. november 1891, † 4. maj 1972.